# Der Staatsanwalt hat das Wort: Vaterschaft anerkannt
Vaterschaft anerkannt ist ein deutscher Fernsehfilm von Ursula Reinhold aus dem Jahr 1972. Das kriminologische Fernsehspiel erschien als 25. Folge der Filmreihe Der Staatsanwalt hat das Wort.

## Handlung
Holger Tamm, Betriebshandwerker, ist 30 Jahre alt, verheiratet, und bereits Vater eines ehelichen – mit seiner Ehefrau Hannelore – sowie eines außerehelichen Kindes. Nun lernt er die 19-jährige Marion Grunert kennen. Schnell verliebt er sich in die junge Bibliothekarin und geht mit ihr intime Beziehungen ein, aus denen wiederum eine Schwangerschaft entsteht. Um sich allen Verpflichtungen aus Familie und Vaterschaft zu entziehen, verlässt Tamm seine Arbeitsstelle und verfällt immer mehr in Arbeitsbummelei. 

## Produktion
Vaterschaft anerkannt entstand 1972  im Zuständigkeitsbereich des DDR-Fernsehens, Bereich Unterhaltende Dramatik – HA: Reihenproduktion, Abt. „Der Staatsanwalt hat das Wort“.
Szenenbild: Heinz-Helmut Bruder; Dramaturgie: Käthe Riemann; Kommentare: Peter Przybylski.
Das Filmmaterial ist verschollen.